# Sarah Churchill (actriz)
Sarah Millicent Hermione Tuchet Jesson (Londres, 7 de octubre de 1914 – Ibídem 24 de septiembre de 1982), más conocida como Sarah Churchill, fue una actriz y bailarina británica.

## Biografía
Su verdadero nombre era Sarah Millicent Hermione Tuchet-Jesson. Nacida en Londres, Inglaterra, era la segunda hija del futuro primer ministro del Reino Unido Winston Churchill y de Clementine Churchill. Era la tercera de los cinco hijos del matrimonio. Recibió su nombre en honor a una antepasada de su padre, Sarah Churchill, Duquesa de Marlborough.
Es recordada por su actuación en la película Royal Wedding (1951), en el papel de Anne Ashmond, trabajando junto a Fred Astaire. Ese mismo año tuvo su propio programa televisivo. Otras películas en las que participó fueron He Found a Star (1941), All Over The Town (1949), Fabian of the Yard (1954) y Serious Charge (1959). 
En el ámbito teatral actuó en la década de 1950 en una versión representada en Londres de la obra de George Bernard Shaw Pigmalión. Sin embargo, en esa época tenía problemas con la bebida, llegando incluso a ser arrestada. Acerca de estos problemas hablaba con franqueza en su autobiografía, Keep on Dancing, editada en 1981. 
Sarah se casó en tres ocasiones. Sus maridos fueron:
1. Vic Oliver, comediante y músico (1936-1945).
2. Anthony Beauchamp (1949-1957).
3. Thomas Percy Henry Touchet-Jesson, 23 Barón Audley (1962-1963). Con motivo de este matrimonio, Churchill poseyó el título de Baronesa Audley.

Sarah Churchill falleció en 1982, a los 67 años de edad, en Londres. Fue enterrada junto a sus padres y hermanos en la iglesia de Saint Martin, en Bladon.